# Tragia acalyphoides
Tragia acalyphoides är en törelväxtart som beskrevs av Radcl.-sm.. Tragia acalyphoides ingår i släktet Tragia och familjen törelväxter. Inga underarter finns listade i Catalogue of Life.